# Departamento de Ciências Humanas e Filosofia da Universidade Estadual de Feira de Santana
O Departamento de Ciências Humanas e Filosofia da Universidade Estadual de Feira de Santana (DCHF) é o departamento da Universidade Estadual de Feira de Santana (UEFS) responsável pelas áreas de ciências humanas e filosofia, respondendo também pelas atividades desenvolvidas nos Campi Avançados de Lençóis e Santo Amaro.

## Cursos
O DCHF é responsável pelos cursos de:
- Bacharelado

• Geografia
• Psicologia
• Filosofia
- Licenciatura

• Geografia
• História
• Filosofia
- Especialização (lato sensu)

• Dinâmica Territorial e Socioambiental do Espaço Baiano
• Filosofia Contemporânea
• História da Bahia
- Mestrado (stricto sensu)

• Planejamento Territorial
• Ensino, Filosofia e História das Ciências
• História
- Doutorado (stricto sensu)

• Ensino, Filosofia e História das Ciências